# 로베르트 후트
로베르트 후트(독일어: Robert Huth, 1984년 8월 18일, 동베를린 비스도르프 ~)는 독일의 전 축구 선수로, 포지션은 센터백이다.
후트는 2001년에 당시 첼시 FC의 감독이었던 클라우디오 라니에리에 의해 베를린을 연고로 하는 1. FC 우니온 베를린에서 첼시로 이적하였다. 그는 2006년에 미들즈브러 FC로 이적하여 3년간 리버사이드 스타디움에서 활약하다 2009년에 £5M의 가격으로 스토크 시티 FC에 이적하였다. 그는 2010-11 시즌을 성공적으로 보낸 뒤 스토크의 올해의 선수로 선정되었다.

## 클럽 경력

### 첼시 FC
후트는 2001-02 시즌의 마지막 경기에 17세의 나이로 하프타임에 교체되며 데뷔전을 치루었다. 이 경기의 상대는 애스턴 빌라 FC로, 이 경기는 1-3 패로 끝났다. 2003년 8월 레딩 FC는 2003-04 시즌을 앞두고 그를 임대하려 하였으나, 첼시 FC 구단측은 이 제안을 거절하였다. 그는 2003-04 시즌에 20경기 출장하였고, 후트는 첼시 잔류에 대해 만족감을 드러냈다. 2004-05 시즌, 그는 부상으로 인해 출장을 별로 많이 하지 못하였다.
2005-06 시즌 초, 첼시에서 후트는 존 테리, 윌리암 갈라스, 그리고 히카르두 카르발류의 존재에 밀려 출장기회가 더 줄어들었다. 위의 세명은 2004년에 클라우디오 라니에리의 후임으로 온 조제 모리뉴가 선호하는 센터백들이었다. 그러나, 모리뉴는 2005년 여름에 후트를 영입하려고 하는 분데스리가 클럽 FC 바이에른 뮌헨의 제안을 거절하였다. 후트는 MŠK 질리나와의 UEFA 챔피언스리그 예선전과 버밍엄 시티 FC와의 FA컵 경기에서 첼시를 위해 두골을 득점하였다. 2005-06 시즌 말, 후트는 적은 1군출장에 불만을 표출하였고, 미들즈브러 FC, 위건 애슬레틱 FC, 에버턴 FC은 그에게 이적 제안을 하였다. 그는 2006년 FIFA 월드컵이 종료되는 대로 미들즈브러 FC에 합류할 것임을 확인하고, 5년 계약을 체결하였다.

### 미들즈브러 FC
2006년 7월 13일, 제안된 미들스브러 FC 이적은 메디컬 테스트 실패로 인해 수포로 돌아갔다. 미들스브러는 후트를 영입하기 위해 계속 협상하였고, 8월 31일에 £6M의 이적료로 이적을 확정시켰다. 그는 2006년 12월 5일, 1-2로 패한 토트넘 홋스퍼 FC전에서 첫 미들즈브러 득점을 하였다. 그는 잦은 부상으로 실망스러운 첫 시즌을 보냈으나, 2007년 12월 29일, 포츠머스 FC와의 리그 원정 경기에서 복귀하여 인상적인 성과를 보였다.
조나단 우드게이트가 토트넘 홋스퍼 FC로 이적한 뒤, 후트는 데이비드 휘터와 센터백 듀오를 형성하였다. 2월 3일, 후트는 뉴캐슬 유나이티드 FC와의 경기에서 득점하여 케빈 키건의 팀을 상대로 승점을 획득하였다. 2008-09 시즌 이후 미들즈브러가 강등당하고, 에마누엘 포가테츠가 장기 부상을 당함에 따라 후트는 팀의 주장이 되었다.

### 스토크 시티 FC

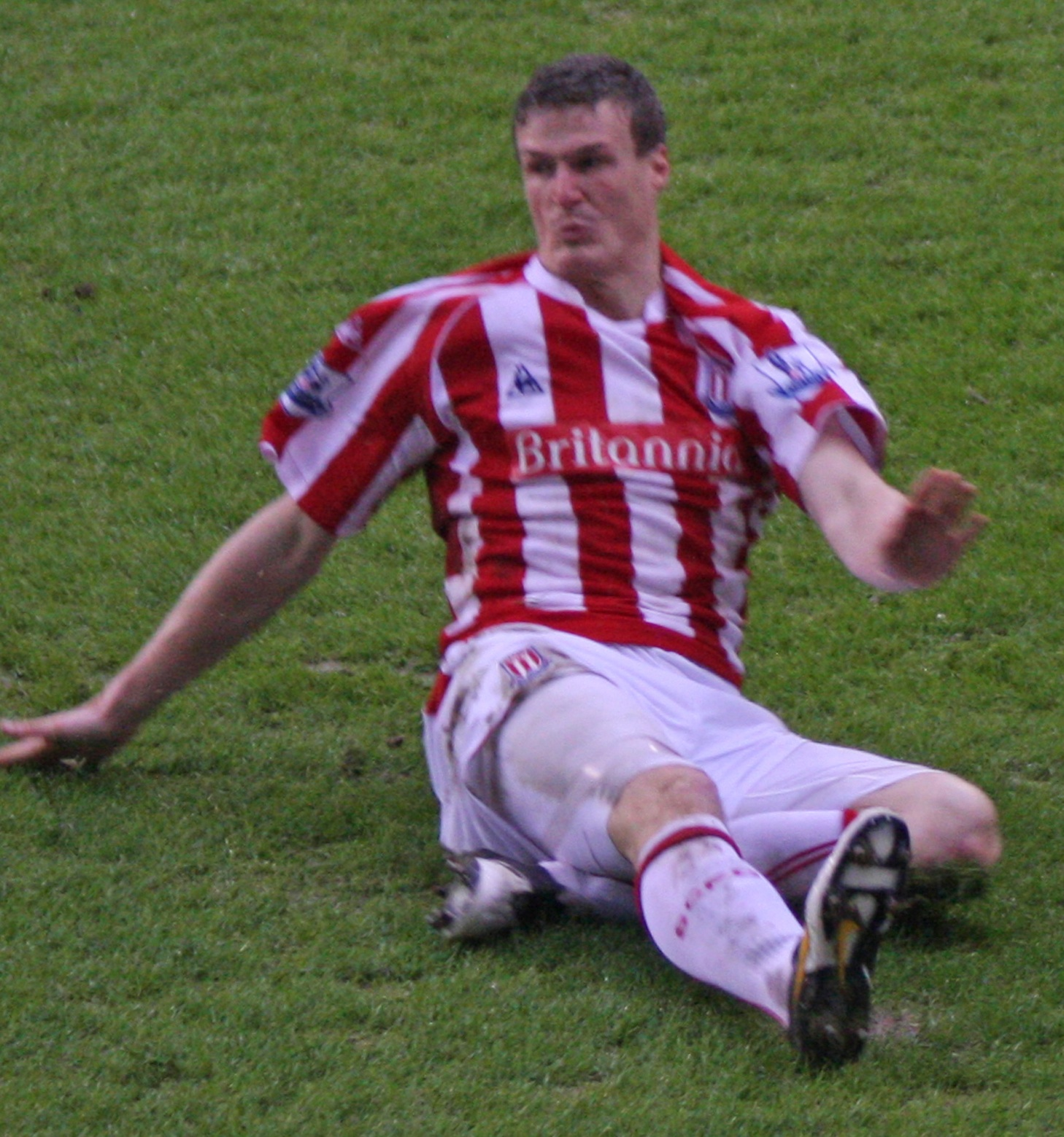
스토크 시티의 후트

2009년 8월 27일, 후트는 £5M에 스토크 시티 FC와 계약을 체결하였다. 그는 2009년 8월 29일에 선덜랜드 AFC와의 경기에서 데이브 킷슨과 교체투입되며 스토크 데뷔전을 치루었고, 스토크는 경기에서 1-0으로 이겼다. 그는 2009년 10월 29일 에버튼 FC전에도 데이브 킷슨과 교체되어 스토크 소속 첫골을 득점하며 프리미어리그 100경기 출장을 자축하였다. 10월 17일, 웨스트햄 유나이티드 FC전에서 매튜 업슨의 얼굴을 주먹으로 가격함에도 불구하고, 주심으로부터 아무런 조치도 받지 않았다. 이후, 후트는 이 행위에 대해 FA의 징계가 내려졌다. 그는 이후 사죄하였고, 행위에 대해 업슨에게 사과하였다. FA는 후트의 징계를 3경기 출장 정지로 확정하였다. 2010년 1월 16일, 그는 리버풀 FC와의 경기에서 90분에 동점골을 득점하였다. 그는 이후 포츠머스 FC와의 경기에서 스토크 이적 이후로는 3호골을 득점하였다. 그는 친정팀 첼시 FC와의 FA컵 8강전에서 주장완장을 받았고, 이 경기에 대해 그는 자신에게 있어서 자랑스럽다고 생각하였다.
후트는 애스턴 빌라 FC와의 경기에서 93분에 득점하며, 팀의 첫 승리를 견인하였고, 2010-11 시즌을 산뜻하게 출발하도록 하였다. 그는 이후 버밍엄 시티 FC, 위건 애슬레틱 FC, 블랙번 로버스 FC, 울버햄프턴 원더러스 FC을 상대로는 1골을, 선덜랜드 AFC를 상대로는 2골을 득점하였다. 그는 웨스트햄 유나이티드 FC와의 FA컵 8강전에서 득점하여 팀의 39년 만에 팀이 준결승전에 진출하도록 하였다. 그는 볼턴 원더러스 FC와의 준결승전에도 득점하였고, 스토크는 5-0으로 승리하였으며, 후트 본인은 한 시즌에 9골을 득점한 첫 스토크 수비수가 되었다. 그는 2010-11 시즌을 성공적으로 마친 뒤, 올해의 선수로 선정되었다.
2011년 여름, 토니 풀리스 감독은 전 잉글랜드 국가대표였던 조나단 우드게이트와 매튜 업슨을 영입하였고, 후트는 그에게는 생소한 라이트 백의 임무를 맡겼다. 그러나, 스토크가 수비에서 형편없는 성과를 보이자, 후트는 센터백 자리로 복귀하여 라이언 쇼크로스와 듀오를 형성하였으며, 이후 에버튼 FC를 상대로 득점하였다.

## 국가대표팀 경력
후트는 데드볼 스페셜리스트로 킥력이 우수하다. 그는 20세의 젊은 나이에 독일 축구 국가대표팀 일원이 되었다. 그는 2003년 FIFA 세계 청소년 축구 선수권 대회에 참여하였다. 그와 센터백 듀오를 이루던 선수는 그와 동갑인 페어 메르테자커였고, 후트는 2005년 FIFA 컨페더레이션스컵 당시 주전으로 활약하였다.

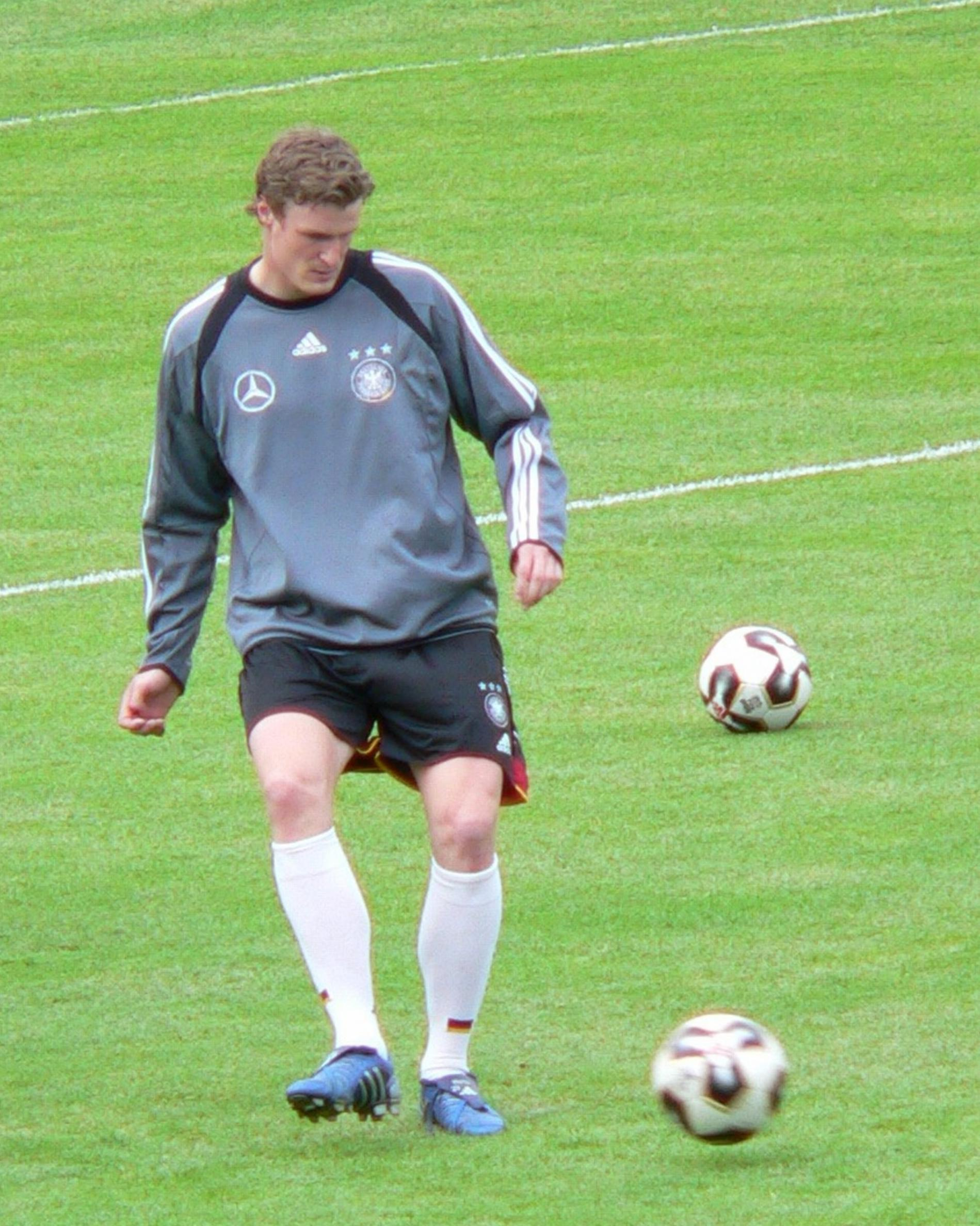
국가대표팀 훈련에서의 후트

2005년 6월 29일, 그는 멕시코와의 컨페더레이션스컵 3위 결정전에 그의 국가대표팀 첫골을 득점하였고, 독일은 연장전끝에 4-3 승리를 거두었다. 2006년 6월 기준으로 그는 17경기에 출장하여 2득점을 올렸다. 그는 2006년 3월, 1-4로 패한 이탈리아와의 피렌체 친선전에서 두 번째 골을 득점하였다.
조국에서 열린 2006년 FIFA 월드컵에서 그는 크리스토프 메첼더와 페어 메르테자커에 밀려 주전 자리를 잃었다. 그는 수비적 실책으로 비난의 대상이 되었고, 대회 이전의 평가전에서만 1경기 출장하는데 그쳤고, 대회에서는 에콰도르와의 조별리그 최종전 출장에 그쳤다. 2008년 3월 20일, 그는 소속클럽에서 기량을 회복한 뒤 스위스와의 평가전에서 월드컵 이후로는 처음으로 차출되었다. 그는 나중에 발부상을 당하여 UEFA 유로 2008 출전이 무산되었다.

### 국가대표팀 득점기록
2010년 1월 19일 기준
| 골 | 날짜            | 경기장                             | 상대     | 점수  | 최종결과 | 대회                         |
| -- | --------------- | ---------------------------------- | -------- | ----- | -------- | ---------------------------- |
| 1. | 2005년 6월 29일 | 첸트랄슈타디온, 라이프치히         | 멕시코   | 3 – 2 | 4–3      | 2005년 FIFA 컨페더레이션스컵 |
| 2. | 2006년 3월 1일  | 스타디오 아르테미오 프란키, 피렌체 | 이탈리아 | 1 – 4 | 1–4      | 친선경기                     |

## 통계

### 클럽
| 클럽           | 시즌      | 리그 | 리그 | FA컵 | FA컵 | 리그컵 | 리그컵 | 유럽대항전 | 유럽대항전 | 합계 | 합계 |
| 클럽           | 시즌      | 출장 | 골   | 출장 | 골   | 출장   | 골     | 출장       | 골         | 출장 | 골   |
| -------------- | --------- | ---- | ---- | ---- | ---- | ------ | ------ | ---------- | ---------- | ---- | ---- |
| 첼시 FC        | 2001–02   | 1    | 0    | 0    | 0    | 0      | 0      | 0          | 0          | 1    | 0    |
| 첼시 FC        | 2002–03   | 2    | 0    | 1    | 0    | 0      | 0      | 2          | 0          | 5    | 0    |
| 첼시 FC        | 2003–04   | 16   | 0    | 1    | 0    | 1      | 0      | 2          | 1          | 20   | 1    |
| 첼시 FC        | 2004–05   | 10   | 0    | 1    | 1    | 0      | 0      | 4          | 0          | 15   | 1    |
| 첼시 FC        | 2005–06   | 13   | 0    | 4    | 0    | 1      | 0      | 3          | 0          | 21   | 0    |
| 첼시 FC        | 합계      | 42   | 0    | 7    | 1    | 2      | 0      | 11         | 1          | 62   | 2    |
| 미들즈브러 FC  | 2006–07   | 12   | 1    | 1    | 0    | 1      | 0      | –          | –          | 14   | 1    |
| 미들즈브러 FC  | 2007–08   | 13   | 1    | 3    | 0    | 0      | 0      | –          | –          | 16   | 1    |
| 미들즈브러 FC  | 2008–09   | 24   | 0    | 4    | 0    | 0      | 0      | –          | –          | 28   | 0    |
| 미들즈브러 FC  | 2009–10   | 4    | 0    | 0    | 0    | 1      | 0      | –          | –          | 5    | 0    |
| 미들즈브러 FC  | 합계      | 53   | 2    | 8    | 0    | 2      | 0      | 0          | 0          | 63   | 2    |
| 스토크 시티 FC | 2009–10   | 32   | 3    | 5    | 0    | 0      | 0      | –          | –          | 37   | 3    |
| 스토크 시티 FC | 2010–11   | 35   | 6    | 6    | 3    | 3      | 0      | –          | –          | 44   | 9    |
| 스토크 시티 FC | 2011–12   | 23   | 1    | 2    | 2    | 2      | 0      | 10         | 0          | 37   | 3    |
| 스토크 시티 FC | 합계      | 90   | 10   | 13   | 5    | 5      | 0      | 10         | 0          | 118  | 15   |
| 경력 합계      | 경력 합계 | 185  | 12   | 28   | 6    | 9      | 0      | 21         | 1          | 243  | 19   |

### 국가대표팀
2011년 6월 기준
| 독일 축구 국가대표팀 | 독일 축구 국가대표팀 | 독일 축구 국가대표팀 |
| 연도                 | 출장                 | 골                   |
| -------------------- | -------------------- | -------------------- |
| 2004                 | 4                    | 0                    |
| 2005                 | 10                   | 1                    |
| 2006                 | 3                    | 1                    |
| 2009                 | 2                    | 0                    |
| 합계                 | 19                   | 2                    |

## 수상

### 클럽
첼시 FC
- 프리미어리그: 2004-05, 2005-06
- 프리미어리그 아시아 트로피: 2003

스토크 시티 FC
- FA컵 준우승: 2010-11

레스터 시티 FC
- 프리미어리그: 2015-16

### 국가대표팀
- FIFA 컨페더레이션스컵 3위: 2005
- FIFA 월드컵 3위: 2006

### 개인
- 스토크 시티 코칭스태프가 선정한 올해의 선수: 2010
- 스탠리 매슈즈 포터리스 올해의 선수: 2011
- 스토크 시티 올해의 선수: 2011
- 스토크 시티 선수들이 선정한 올해의 선수: 2011

## 사생활
베를린에서 자란 후트는 그가 TV에서 가끔가다 보는 SV 베르더 브레멘과 헤르타 BSC 베를린의 서포터가 되었다. 그는 1996-97 시즌의 DFB-포칼 결승전에서 볼보이로 활약하였다.